# Эрхартинг
Эрхартинг (нем. Erharting) — община в Германии, в земле Бавария. 
Подчиняется административному округу Верхняя Бавария. Входит в состав района Мюльдорф-на-Инне.  Население составляет 918 человек (на 31 декабря 2010 года). Занимает площадь 13,69 км².